# برد آدامز
برد آدامز (انگلیسی: Brad Adams؛ زادهٔ) فعال حقوق بشر است. وی مدیر اجرایی بخش حقوق بشر دیده‌بان حقوق بشر است.

## فعالیت‌ها
آدامز از سال ۲۰۰۲  در پست مدیر اجرایی بخش حقوق بشر دیده‌بان حقوق بشر خدمت می‌کند و برخی از ماموریت‌های پیشین دیده‌بان حقوق بشر را انجام داده‌است. از جمله پناهندگان، تبعیضات مذهبی، آزادی بیان و در منازعه برخی درگیری‌های مسلحانه شرکت داشته‌است. آدامز همچنین در رسانه‌های مختلف از جمله روزنامه‌های واشینگتن پست، نیویورک تایمز و وال‌استریت جورنال، گاردین و فارن افرز مقاله می‌نویسد. آدام قبل از شروع همکاری با دیده‌بان حقوق بشر پنج‌سال را در کامبوج به سر برد و در آنجا وکیل ارشد دفتر کمیساریای عالی حقوق بشر سازمان ملل متحد در کامبوج بود.
آدامز همچنین به عنوان مشاور حقوقی کمیته حقوق بشر مجلس کامبوج به فعالیت پرداخت.
آدامز عضو دادستانی ایالت کالیفرنیا است و به عنوان وکیل حقوقی در کالیفرنیا کارکرد. او فارغ‌التحصیل دانشکده حقوق دانشگاه کالیفرنیا، برکلی، است. وی در حال حاضر مدرس حقوق بین‌المللی حقوق بشر در دانشگاه برکلی است.